# Aglyptodactylus securifer
Aglyptodactylus securifer är en groddjursart som beskrevs av Glaw, Vences och Böhme 1998. Aglyptodactylus securifer ingår i släktet Aglyptodactylus och familjen Mantellidae. IUCN kategoriserar arten globalt som livskraftig. Inga underarter finns listade i Catalogue of Life.